# Championnat d'Afrique du Nord de football (FFFA)
Ne doit pas être confondu avec Championnat d'Afrique du Nord de football (USFSA).
 (octobre 2024).
- Si vous ne connaissez pas le sujet, laissez ce bandeau (vous pouvez alors contacter les auteurs).
- Si vous supprimez le contenu mis en cause (vous pouvez préalablement contacter les auteurs),

argumentez précisément cette suppression dans la page de discussion
(un manque de référence n'est pas un argument ; une recherche réelle de référence doit avoir été effectuée, être formellement documentée).
Le Championnat d'Afrique du Nord est une ancienne compétition de football qui avait lieu chaque année en Afrique du Nord de 1920 à 1956 sous l'égide de la Fédération française de football.
Elle oppose en fin de saison les champions (et leurs dauphins parfois) nord-africains pour désigner le champion d'Afrique du Nord. Elle disparaît au terme de l'édition 1956 avec l'indépendance du Maroc et de la Tunisie.

## Histoire

### Le football nord-africain sous l'égide de l'USFSA
Pendant la colonisation française en Algérie, et comme le championnat de France, l'Union des sociétés françaises de sports athlétiques (USFSA) organise un championnat d'Afrique du Nord Française entre les champions des départements de l'Algérie française.
La première édition a lieu le 28 avril 1912 et voit la victoire en finale du FC blidéen par 4-0 sur un club de Constantine,.
L'édition 1913 aboutie sur une finale entre le Gallia Sports et le SC Bel-Abbès. Malgré 3 h de jeu, aucune des deux équipes ne parvient à marquer. Le match est interrompu par la nuit et ne semble pas avoir été rejoué.
En 1914, en demi-finales, le Gallia Sports bat 1-0 le Club des Joyeusetés tandis que le Sporting Club de Constantine bat 2-1 les Tunisois du Racing Club. Le Gallia Sports remporte la finale le 12 avril par 3-0.

### Création de la compétition

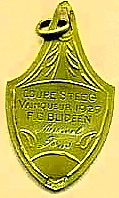
Médaille d'or remise aux vainqueurs, FC Blida vainqueur de l'édition 1929.

Après la fin de la première guerre mondiale en 1919, les ligues des départements de l'Algérie française, ayant adhéré à l'Union des sociétés françaises de sports athlétiques (USFSA) rejoint l'Union des ligues nord-africaines de football (ULNA), cette dernière créa le championnat d'Afrique du Nord qui réunira les clubs champions de l'Afrique du Nord, et après le succès de la 1re édition, la compétition continua à se dérouler et monsieur Théodore Steeg, alors gouverneur général de l'Algérie française (entre 1921 et 1925), dota la compétition d'un bronze (d'où le nom "Steeg") dont le club champion en avait la garde pendant un an.
Première édition
| Demi-finale   | AS Marine d'Oran | 1 – 0   | FC Blidéen |                          |                          |
| 11 Avril 1920 | Quenneth 25e     | (1 – 0) |            | Oran Arbitrage : Ben Ali | Oran Arbitrage : Ben Ali |
| 11 Avril 1920 | Rapport          |         |            | Oran Arbitrage : Ben Ali | Oran Arbitrage : Ben Ali |

| Demi-finale   | RC Philippeville | 0 – 1   | RC Tunis |                                     |                                     |
| 11 Avril 1920 |                  | (0 – 0) |          | Constantine Arbitrage : Jean Pierre | Constantine Arbitrage : Jean Pierre |

| Finale            | RC Tunis                | 2 – 1   | AS Marine d'Oran     |                                               |                                               |
| 16 Mai 1920 16:00 | André 18e · Henriet 70e | (1 – 0) | ? 80e · Quenneth 89e | Stade Chaylard, (Alger) Arbitrage : Antanasio | Stade Chaylard, (Alger) Arbitrage : Antanasio |
| 16 Mai 1920 16:00 | Rapport                 |         |                      | Stade Chaylard, (Alger) Arbitrage : Antanasio | Stade Chaylard, (Alger) Arbitrage : Antanasio |

Au cours de l'année 1926, la ligue du Maroc (LMFA) demanda à entrer dans la compétition pour que les clubs champions marocains eurent dont l'autorisation de participer à celle-ci. 
Un an après soit durant l'année 1927, la ligue de Tunisie (LTFA) décida de se retirer de la compétition à la suite de mécontentement. Finalement après de longs pourparlers et dans l'intérêt du sport nord-africain cette ligue reviendra dans la compétition six ans plus tard soit durant l'année 1933. Depuis cet épisode quelque peu mouvementé, le Championnat d'Afrique du Nord de football demeura bien celui des champions de divisions honneurs des cinq ligues nord-africaines et cela jusqu'à sa dernière édition en 1956. 
En 1946, l'U.L.N.A. avait décidé d'attribuer le bronze offert par Théodore Steeg définitivement au club vainqueur de l'édition 1946, l'Union Sportive Marocaine, puisqu'elle a changé également le nom de la compétition avec un nouveau trophée et comme nouveau sous-titre Louis Rivet (d'où le nom "Rivet"), en témoignage d'honneur au président de l'Union nord-africaine de football en raison des nombreux services rendus pour la promotion du football et du sport en Afrique du Nord. 

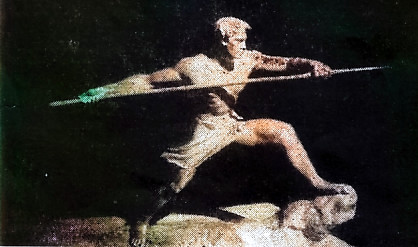
Trophée de la compétition
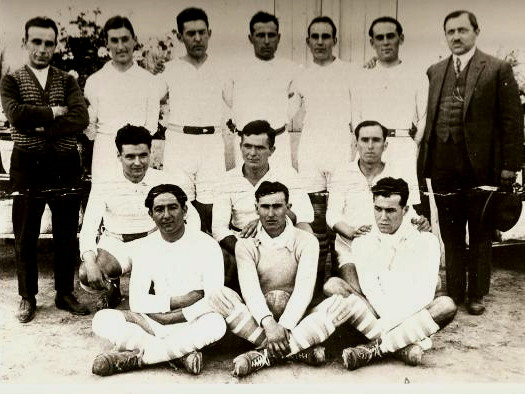
SC Bel-Abbès, club le plus titré de la compétition avec 7 sacres
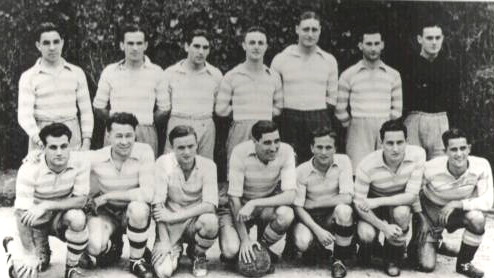
RU Alger vainqueur des 2 éditions (1935 et 1939)
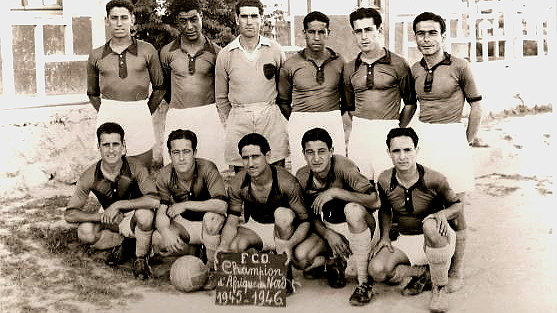
FC Oran vainqueur de l'édition (1946)
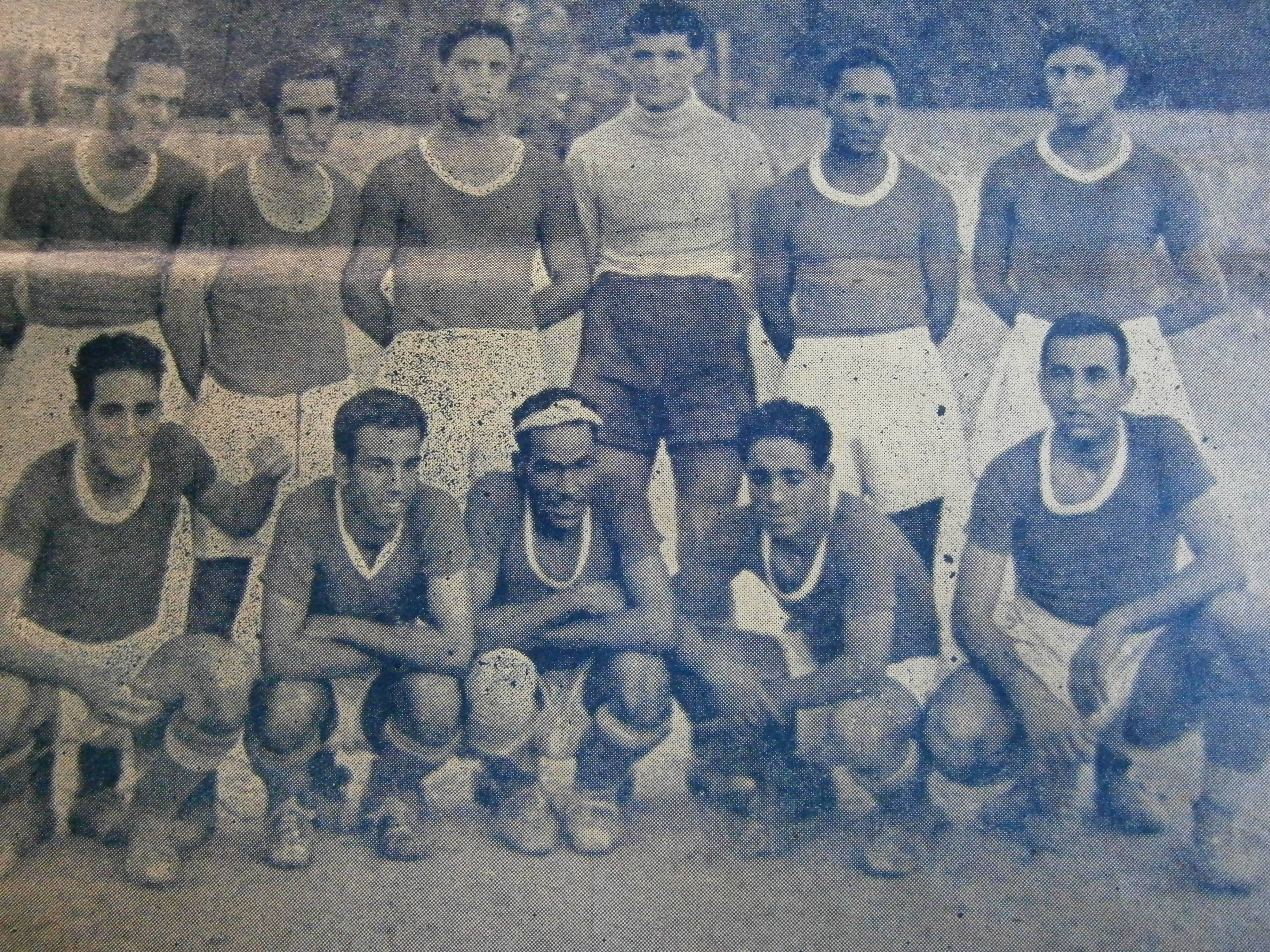
Wydad AC vainqueur des 3 éditions consécutifs (1948, 1949 et 1950)

#### Disparition de la compétition
Jusqu'au 13 mai 1956, les compétitions de football du Maghreb se déroulèrent le plus normalement du monde, malgré l'atmosphère menaçante qu'avait provoqué le FLN en déclenchant deux ans auparavant, la guerre de libération national, le 1er novembre 1954. Un événement important survint peu avant la finale de la Coupe d'Afrique du Nord de football où les deux clubs de Sidi-Bel-Abbès, le Sporting Club Bel-Abbès (club colon) et l'Union Sportive Medinat Bel-Abbès (club musulman) devaient s'affronter. l'USM Bel-Abbès formula des réserves à l'encontre du joueur nommé Gros capitaine du SC Bel-Abbès car il était sous le coup d'une suspension pour la finale. Le SC Bel-Abbès mit la pression sur la Ligue d'Oran qui décida à la surprise générale de qualifier pour la rencontre le capitaine du sporting. Devant cette incompréhension, les usmistes qui vécurent la décision comme une injustice déclarèrent forfait, déclenchant une vague de protestation tant dans l'Oranie que dans le reste de l'Afrique du Nord. Le FLN saisit alors cette occasion et lança un appel solennel qui était de boycotter toutes les compétitions sportives en signe de protestation. De ce fait toutes les associations sportives musulmanes maghrébines décidèrent de ne plus participer aux compétitions de l'ULNA, ainsi qu'aux associations sportives musulmanes algériennes qui décidèrent de se saborder et restèrent inactives jusqu'à l'Indépendance de l'Algérie. De plus comme le "Championnat d'Afrique du Nord de football" avait toujours lieu en fin de saison (pour l'édition 1956, les éliminatoires ou demi-finales avaient pour date le 27 mai 1956 et la finale celle du 23 juin 1956), la compétition n'aura pas lieu en raison de ces évènements.

## Les Ligues nord-africaines
- Département d'Alger : Ligue d'Alger de Football Association
- Département d'Oran : Ligue d'Oran de Football Association
- Département de Constantine : Ligue de Constantine de Football Association
- Protectorat français au Maroc : Ligue du Maroc de Football Association
- Protectorat français de Tunisie : Ligue de Tunisie de Football Association

## Palmarès
La palmarès de la compétition est le suivant :
| Édition        | Date                                                    | Lieu                                                    | Lieu                                                    | Vainqueur                                               | Score                                                   | Finaliste                                               |
| -------------- | ------------------------------------------------------- | ------------------------------------------------------- | ------------------------------------------------------- | ------------------------------------------------------- | ------------------------------------------------------- | ------------------------------------------------------- |
| 1920           | 16 mai 1920                                             | Stade municipal                                         | Alger                                                   | RC Tunis                                                | 2 - 1                                                   | AS Marine d'Oran                                        |
| 1921           | 22 mai 1921                                             | Stade municipal                                         | Alger                                                   | ASM Oran                                                | 1 - 0a. p.                                              | FC Blidéen                                              |
| 1922           | 14 mai 1922                                             | Stade Philippevillois                                   | Philippeville                                           | SC Bel-Abbès                                            | 4 - 1                                                   | RC Philippeville                                        |
| 1923           | 6 mai 1923                                              | Stade municipal                                         | Alger                                                   | FC Blidéen                                              | 1 - 0                                                   | SC Bel-Abbès                                            |
| 1924           | 4 mai 1924                                              | Stade municipal                                         | Alger                                                   | SC Bel-Abbès (2)                                        | 3 - 1                                                   | FC Blidéen                                              |
| 1925           | 7 juin 1925                                             | Stade des Oliviers                                      | Sidi Bel Abbès                                          | SC Bel-Abbès (3)                                        | 2 - 0                                                   | SG Tunis                                                |
| 1926           | 2 mai 1926                                              | Stade Géo André                                         | Tunis                                                   | SC Bel-Abbès (4)                                        | 3 - 0                                                   | SC Tunis                                                |
| 1927           | 15 mai 1927                                             | Stade des Oliviers                                      | Sidi Bel Abbès                                          | SC Bel-Abbès (5)                                        | 3 - 1                                                   | JS Philippeville                                        |
| 1928           | 10 juin 1928                                            | Stade municipal                                         | Alger                                                   | GS Alger                                                | 3 - 2a. p.                                              | SC Bel-Abbès                                            |
| 1929           | 12 mai 1929                                             | Stade municipal                                         | Alger                                                   | FC Blidéen (2)                                          | 1 - 0a. p.                                              | GS Alger                                                |
| 1930           | 18 mai 1930                                             | Stade Belvédère                                         | Rabat                                                   | AS Saint-Eugène                                         | 3 - 0                                                   | OM Rabat                                                |
| 1931           | 14 juin 1931                                            | Stade Alenda                                            | Oran                                                    | CDJ Oran                                                | 3 - 2a. p.                                              | CS Marocain                                             |
| 1932           | 5 juin 1932                                             | Stade Philip                                            | Casablanca                                              | US Marocaine                                            | 4 - 1                                                   | GC Oran                                                 |
| 1933           | 28 mai 1933                                             | Stade Alenda                                            | Oran                                                    | US Marocaine (2)                                        | 3 - 0                                                   | USM Oran                                                |
| 1934           | 3 juin 1934                                             | Stade Philip                                            | Casablanca                                              | US Marocaine (3)                                        | 2 - 0                                                   | US Tunisienne                                           |
| 1935           | 9 juin 1935                                             | Stade municipal                                         | Alger                                                   | RU Alger                                                | 2 - 1                                                   | USM Oran                                                |
| 1936           | 7 juin 1936                                             | Stade Alenda                                            | Oran                                                    | GC Oran                                                 | 5 - 0                                                   | AS Saint-Eugène                                         |
| 1937           | 6 juin 1937                                             | Stade municipal                                         | Alger                                                   | GS Alger (2)                                            | 3 - 2                                                   | CDJ Oran                                                |
| 1938           | 12 juin 1938                                            | Stade Municipal Paul Pantaloni                          | Bône                                                    | Jeunesse BAC                                            | 3 - 1                                                   | US Marocaine                                            |
| 1939           | 4 juin 1939                                             | Stade municipal                                         | Alger                                                   | RU Alger (2)                                            | 2 - 1                                                   | US Marocaine                                            |
| 1940 et 1941   | éditions annulées à cause de la Seconde Guerre mondiale | éditions annulées à cause de la Seconde Guerre mondiale | éditions annulées à cause de la Seconde Guerre mondiale | éditions annulées à cause de la Seconde Guerre mondiale | éditions annulées à cause de la Seconde Guerre mondiale | éditions annulées à cause de la Seconde Guerre mondiale |
| 1942           | 28 juin 1942                                            | Stade Philip                                            | Casablanca                                              | US Marocaine (4)                                        | 4 - 1                                                   | CDJ Oran                                                |
| de 1943 à 1945 | éditions annulées à cause de la Seconde Guerre mondiale | éditions annulées à cause de la Seconde Guerre mondiale | éditions annulées à cause de la Seconde Guerre mondiale | éditions annulées à cause de la Seconde Guerre mondiale | éditions annulées à cause de la Seconde Guerre mondiale | éditions annulées à cause de la Seconde Guerre mondiale |
| 1946           | 9 juin 1946                                             | Stade Philip                                            | Casablanca                                              | FC Oran                                                 | 2 - 1                                                   | US Marocaine                                            |
| 1947           | 22 juin 1947                                            | Stade municipal                                         | Alger                                                   | GS Alger (3)                                            | 2 - 0                                                   | SC Bel-Abbès                                            |
| 1948           | 20 juin 1948                                            | Stade Philip                                            | Casablanca                                              | Wydad AC                                                | 4 - 2                                                   | US Athlétique                                           |
| 1949           | 19 juin 1949                                            | Stade Philip                                            | Casablanca                                              | Wydad AC (2)                                            | 3 - 0                                                   | MO Constantine                                          |
| 1950           | 29 mai 1950                                             | Stade municipal                                         | Alger                                                   | Wydad AC (3)                                            | 4 - 0                                                   | USM Oran                                                |
| 1951           | 17 juin 1951                                            | Stade municipal                                         | Alger                                                   | GS Alger (4)                                            | 1 - 0                                                   | CS Hammam-Lif                                           |
| 1952           | 8 juin 1952                                             | Stade municipal                                         | Alger                                                   | US Marocaine (5)                                        | 2 - 0                                                   | AS Saint-Eugène                                         |
| 1953           | 7 juin 1953                                             | Stade Vincent Monréal                                   | Oran                                                    | SC Bel-Abbès (6)                                        | 4 - 0                                                   | FC Blidéen                                              |
| 1954           | 6 juin 1954                                             | Stade Vincent Monréal                                   | Oran                                                    | SC Bel-Abbès (7)                                        | 6 - 1                                                   | CS Hammam-Lif                                           |
| 1955           | 29 mai 1955                                             | Stade Philip                                            | Casablanca                                              | ESFM Guelma                                             | 2 - 1                                                   | Wydad AC                                                |
| 1956           | édition annulée à cause du forfait de 3 clubs           | édition annulée à cause du forfait de 3 clubs           | édition annulée à cause du forfait de 3 clubs           | édition annulée à cause du forfait de 3 clubs           | édition annulée à cause du forfait de 3 clubs           | édition annulée à cause du forfait de 3 clubs           |

## Autres compétitions

### Championnat juniors
Vingt-six ans après la création de la compétition chez les séniors, l'Union des Ligues nord-africaines de football décident en 1947 de créer le Championnat d'Afrique du Nord pour la catégorie des juniors, idem que pour les séniors. La compétition s'arrêtera aussi la même année que celle des séniors en 1956.
| Date         | Lieu                             | Vainqueur       | Score    | Finaliste         |
| ------------ | -------------------------------- | --------------- | -------- | ----------------- |
| 15 juin 1947 | Stade Philip - Casablanca        | US Marocaine    | 3 - 1    | ISC Mostaganem    |
| 20 juin 1948 | Alger                            | GS Alger        | 1 - 0    | FC Oran           |
| 28 juin 1949 | Stade Philip - Casablanca        | Wydad AC        | 3 - 0    | US Tunisienne     |
| 28 mai 1950  | Constantine                      | USM Oran        | 2 - 1    | JSM Philippeville |
| 1951         | Non joué                         | Non joué        | Non joué | Non joué          |
| 8 juin 1952  | Stade Municipal - Alger          | Racing AC       | 4 - 1    | CS Constantine    |
| 7 juin 1953  | Stade Philip - Casablanca        | Racing AC       | 2 - 0    | Gallia SA         |
| 6 juin 1954  | Constantine                      | AS Saint-Eugène | 2 - 2    | USM Sétif         |
| 29 mai 1955  | Stade Marcel Cerdan - Casablanca | AS Saint-Eugène | 3 - 0    | MC Oujda          |
| 1956         | Non joué                         | Non joué        | Non joué | Non joué          |

### Championnat corporatif
Quelques ans après la création de la compétition chez les seniors et les juniors, l'Union des Ligues Nord-Africaines de football décident de créer le Championnat d'Afrique du Nord (Corporatif) pour les équipes travaillistes. Idem que pour les seniors et les juniors, la compétition s'arrêtera aussi la même année que les autres en 1956.
| Date         | Lieu                        | Vainqueur           | Score      | Finaliste      |
| ------------ | --------------------------- | ------------------- | ---------- | -------------- |
| 15 juin 1947 | -                           | ASP Tunis           | 4 - 0      | CMÉ Électrique |
| 26 juin 1949 | Stade Young Perez - Tunis   | CAT Routiers d'Oran | 3 - 2a. p. | ASP Tunis      |
| 3 juin 1952  | Stade Marcel Cerdan - Alger | SCM Oran            | 2 - 1      | TC Algérois    |
| 10 mai 1953  | Stade Municipal - Alger     | CSEE Maroc          | 2 - 1      | ES Béryl       |